# Bundesebene
Als Bundesebene wird die gesamtstaatliche politische Ebene in einem föderativen Staat (Bundesstaat) oder Staatenbund bezeichnet.
Die Bundesebene hat regelmäßig eigene Organe, Instanzen und Behörden. So insbesondere das Staatsoberhaupt des Bundes, die Bundesregierung mit ihren Bundesministerien, ein Bundesparlament mit einer Volksvertretung und oftmals eine Kammer, die der Repräsentation der Teil- oder Gliedstaaten dient, oberste Bundesgerichte für die Verfassungsgerichtsbarkeit und die (jeweilige) Fachgerichtsbarkeit über das Bundesrecht, die Vertretung des Gesamtstaates nach außen (Diplomatischer Dienst) und weitere Einrichtungen, die in die Kompetenz des Bundes fallen.
Zu den einzelnen föderal gegliederten Staatsverbänden siehe:
- Bundesebene (Deutschland)
- Bundesebene (Schweiz)
- Bundesebene (Österreich)
- Gewalten auf Bundesebene (Vereinigte Staaten) (englisch federal level)